# سانتياغو مورينو
سانتياغو مورينو (بالإسبانية: Santiago Moreno)‏ هو منافس ألعاب قوى إسباني، ولد في 2 فبراير 1964.

## وصلات خارجية
- سانتياغو مورينو على موقع الاتحاد الدولي لألعاب القوى (الإنجليزية)
- سانتياغو مورينو على موقع أوليمبيديا (الإنجليزية)